# Scardamia aurantiacaria
Scardamia aurantiacaria är en fjärilsart som beskrevs av Bremer 1864. Scardamia aurantiacaria ingår i släktet Scardamia och familjen mätare. Inga underarter finns listade.